# Francesco Guidobono Cavalchini
Francesco kardinal Guidobono Cavalchini, italijanski rimskokatoliški duhovnik, škof in kardinal, * 4. december 1755, Tortona, † 5. december 1828.

## Življenjepis
24. avgusta 1807 je bil povzdignjen v kardinala in pectore.
6. aprila 1818 je bil ponovno povzdignjen v kardinala in imenovan za kardinal-diakona S. Maria in Aquiro.
Februarja 1824 je bil imenovan za prefekta v Rimski kuriji.